# Ken Angrok
Ken Angrok (ur. ok. 1182 koło Malang, zm. 1227) – założyciel królestwa Singasari na Jawie. Pokonał królów Janggali i Kediru.

## Życiorys
Prawdopodobnie pochodził z rodziny chłopskiej (według legendy był synem hinduistycznego bóstwa Brahmy). Według tradycji Ken Angrok uwielbiał hazard, co przyczyniło się do jego początkowej złej opinii w społeczeństwie.  W 1222 roku poparł braminów skonfliktowanych z królem Kediru Kertadżają. W bitwie pod Ganter pokonał siły tego monarchy zakładając królestwo Singasari. Został zamordowany w 1227 roku przez Anuśpatiego, syna jego żony Ken Dedes z jej wcześniejszego małżeństwa, który przejął po nim tron Singasari. Jest pierwszym udokumentowanym członkiem dynastii Radżasa.